# Ladies' Man (film, 1931)
Pour plus de détails, voir Fiche technique et Distribution.
Ladies' Man est un film américain de Lothar Mendes, sorti en 1931.

## Fiche technique
- Titre : Ladies' Man
- Réalisation : Lothar Mendes
- Scénario : Herman J. Mankiewicz d'après le livre de Rupert Hughes
- Photographie : Victor Milner
- Société de production : Paramount Pictures
- Pays de production : États-Unis
- Format : Noir et blanc - Mono
- Genre : drame
- Date de sortie : 1931

## Distribution
- William Powell : Jamie Darricott
- Kay Francis : Norma Page
- Carole Lombard : Rachel Fendley
- Gilbert Emery : Horace Fendley
- Olive Tell : Mrs Fendley
- John Holland : Peyton Walden
- Maude Turner Gordon : Therese Blanton
- Parmi les acteurs non crédités :
- Clarence Wilson : H.J. Dargen
- Edward Hearn : Maitre D'
- Bess Flowers : patronne de la boîte de nuit
- Kent Taylor : patron de la boîte de nuit
- Lee Phelps : réceptionniste
- Frank O'Connor
- Lothar Mendes : un homme dans le hall de l'hôtel